# Transorchestia serrulata
Transorchestia serrulata is een vlokreeftensoort uit de familie van de Talitridae. De wetenschappelijke naam van de soort is voor het eerst geldig gepubliceerd in 1852 door Dana.